# Lloyd Paranaense
Lloyd Paranaense (Companhia Lloyd Paranaense) foi uma empresa estatal de navegação fluvial brasileira que explorava o transporte de cargas e passageiros em cidades as margens do Rio Iguaçu, no estado do Paraná. Também atendia cidades ribeirinhas do Rio Negro e afluentes, algumas em território catarinense.
Inaugurada em março de 1915 pelo governo do estado do Paraná, quando este encampou algumas pequenas empresas de navegação de exploravam o rio Iguaçu, o Lloyd iniciou as atividades com dez vapores e chegou a ter vinte e seis barcos a vapor em sua frota.
Com a melhoria das estradas que atendiam as principais cidades as margens do Iguaçu, do Rio Negro e seus afluentes, como União da Vitória, Porto Amazonas ou Marcílio Dias, os custos do transporte fluvial, em relação ao terrestre, tornaram-se superiores e em 1953 a empresa foi extinta.